# Pi Andromedae
Pi Andromedae (29 Andromedae) é uma estrela binária na direção da constelação de Andromeda. Possui uma ascensão reta de 00h 36m 52.84s e uma declinação de +33° 43′ 09.7″. Sua magnitude aparente é igual a 4.34. Considerando sua distância de 656 anos-luz em relação à Terra, sua magnitude absoluta é igual a −2.18. Pertence à classe espectral B5V. É uma estrela variável suspeita e é um sistema binário espectroscópico.